# Shogo Asada
Shogo Asada (麻田 将吾 Asada Shogo?), född 6 juli 1998 i Nagano prefektur, är en japansk fotbollsspelare.
Asada började sin karriär 2017 i Kyoto Sanga FC. 2018 blev han utlånad till Kamatamare Sanuki. Han spelade 55 ligamatcher för klubben. Han gick tillbaka till Kyoto Sanga FC 2020.